# Elizabeth Carling
Elizabeth Carling (Middlesbrough, 20 oktober 1967) is een Britse actrice.

## Carrière
Carling begon in 1987 met acteren in de film Out of Order, waarna zij nog meerdere rollen speelde in films en televisieseries. Zij is vooral bekend van haar rol als Selena Donovan in de televisieserie Casualty, waar zij in 127 afleveringen speelde (2003-2007).

## Filmografie

### Films
Uitgezonderd korte films.
- 2018 The More You Ignore Me - als Jean
- 2017 Another Mother's Son - als tolk
- 2009 The Damned United - als Barbara Clough
- 2002 Staying Up - als Carol Gowland
- 1996 Crocodile Shoes II - als Wendy
- 1994 Crocodile Shoes - als Wendy
- 1988 A Vote for Hitler - als Olive Gibbs
- 1987 Out of Order - als Liz

### Televisieseries
Uitgezonderd eenmalige gastrollen.
- 2022-2024 Hotel Portofino - als Betty Scanlon - 18 afl.
- 1997-2016 Goodnight Sweetheart - als Phoebe Sparrow - 32 afl.
- 2003-2007 Casualty - als Selena Donovan - 127 afl.
- 2005 Casualty @ Holby City - als Selena Donovan - 2 afl.
- 1999-2003 Barbara - als Linda Pond - 24 afl.
- 2000 Border Cafe - als Charlotte - 4 afl.
- 2000 The Secret - als Connie Wheatley - 2 afl.
- 1989-1991 Boon - als Laura Marsh - 39 afl.

- International Standard Name Identifier: 0000 0003 7192 2494
- Library of Congress Control Number: no2011090983
- Nederlandse Thesaurus van Auteursnamen: 37429397X
- Virtual International Authority File: 171606533
- WorldCat: E39PBJbCQp783Jv3T79r8gyDbd